# Zećira Mušović
Zećira Mušović (Falun, 26 maggio 1996) è una calciatrice svedese, portiere del Malmö FF e della nazionale femminile della Svezia.

## Biografia
La famiglia di Mušović proviene da Prijepolje, Serbia. I suoi tre fratelli maggiori sono nati in città, ma la famiglia è emigrata a causa della guerra in Bosnia ed Erzegovina. Alla fine la famiglia si è stabilita in Svezia. Mušović è nata a Falun e cresciuta in Scania. Si è dichiarata fiera della sua eredità balcanica e passa le vacanze annuali in Bosnia ed Erzegovina, visitando i parenti e la sua "città preferita", Sarajevo.

### Vita personale
Nel 2018 ha iniziato una relazione sentimentale con il giocatore professionista di hockey su ghiaccio Alen Bibic. Nel 2018 Mušović si è laureata in economia all'Università di Lund. Suo fratello maggiore, Huso Mušović, era un calciatore della divisione inferiore.
Zećira Mušović ha un blog personale attraverso il quale ha criticato alcuni dei suoi contatti sui social media per il loro sostegno al partito dei democratici svedesi (reputato "razzista") alle elezioni generali svedesi del 2018.

## Carriera

### Club
Mušović ha iniziato a giocare a calcio con lo Stattena IF quando aveva nove anni. Ha trascorso due stagioni con la squadra femminile senior del club nella divisione 2 nel 2011 e nel 2012, aiutando il club a ottenere la promozione nella seconda campagna.
Si è trasferita dallo Stattena al LdB FC Malmö nel mese di ottobre 2012. Nel 2013 ha sostituito Þóra Björg Helgadóttir, che è stata nominata portiere dell'anno del Malmö FF Dam per la stagione 2013. Nel 2014 il LdB FC Malmö ha cambiato denominazione in Rosengård e Mušović è stata confermata alla prima squadra quando Helgadóttir ha lasciato il club durante la pausa di metà stagione.
La giocatrice tedesca Kathrin Längert ha poi gareggiato con Mušović per la posizione di portiere titolare del Rosengård. Quando Mušović ha dimostrato un miglioramento nel corso della Damallsvenskan 2015, il club ha annunciato di essere soddisfatto della sua crescita e a maggio 2015 Mušović ha firmato un nuovo contratto di 2 anni e mezzo.

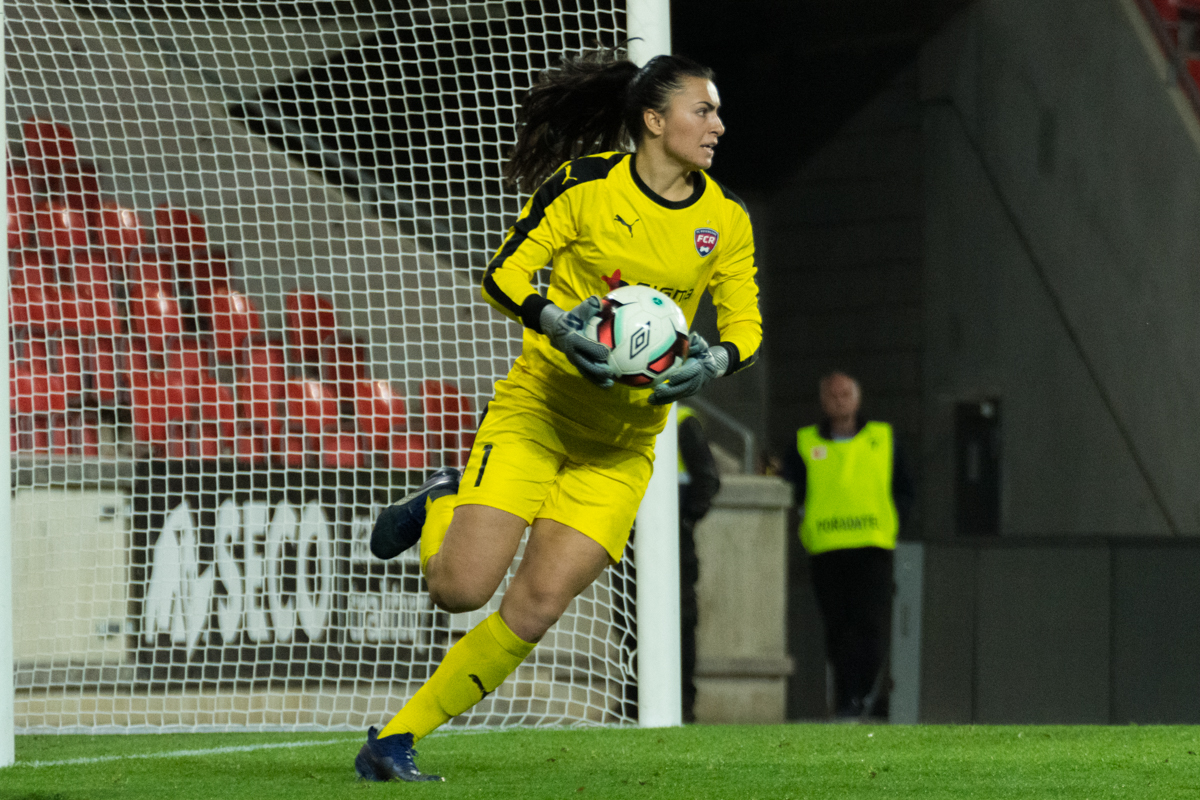
Mušović con la maglia del nel novembre 2018.

In vista della stagione 2016 di Damallsvenskan, Mušović ha subito due battute d'arresto. Nel primo, il club FC Rosengård ha firmato il contratto con il portiere canadese Erin McLeod, poi Mušović si è fratturata un braccio mentre giocava con le under 23 svedesi. Quando McLeod ha subito un infortunio al legamento crociato anteriore, il club ha dovuto portare in campo la veterana Sofia Lundgren.
Dopo alcune lunghe conversazioni con il dirigente del Rosengård Therese Sjögran, Mušović ha accettato di rimanere al club anche se era scontenta di aver perso il posto nella squadra quando McLeod si è ripresa dal ginocchio infortunato. Invece di fare una richiesta di trasferimento, ha deciso di migliorare gli aspetti del proprio gioco allenandosi insieme alla sua esperta rivale canadese.
Nell'ottobre 2017 Mušović ha ricevuto la proposta di un nuovo contratto triennale da Rosengård. Ha dichiarato: "L'FC Rosengård è sempre stato e sarà sempre il club nel mio cuore". Il contratto di McLeod non è stato prolungato, costringendo la sua compagna di squadra e moglie Ella Masar a lasciare il club.

### Nazionale
Mušović è stata la capitana della Svezia under 19 ai campionati europei 2015 di categoria in Israele. È rimasta delusa quando il Rosengård l'ha richiamata dal torneo perché avevano bisogno di lei per le partite del club. La delusione è stata aggravata quando la Svezia ha vinto la competizione.
Nonostante abbia perso la sua posizione di punta a livello di club, Mušović è stata convocata dall'allenatore della nazionale svedese Peter Gerhardsson per le qualificazioni alla Coppa del Mondo FIFA femminile. Ha ricevuto diverse convocazioni senza scendere in campo, poi a marzo 2018, ha fatto il suo debutto nella vittoria per 3-0 contro la Russia alla Algarve Cup 2018.
Mušović ha vissuto una difficile seconda partita per la Svezia, quando ha preso il posto di Hedvig Lindahl in un'amichevole contro l'Italia ad ottobre 2018. Un suo errore ha permesso a Daniela Sabatino di segnare l'unico gol della partita. A maggio del 2019 è stata una dei tre portieri selezionati dalla Svezia per la Coppa del Mondo femminile FIFA 2019, insieme a Hedvig Lindahl e a Jennifer Falk.

## Statistiche

### Presenze e reti nei club
Statistiche (parziali) aggiornate al 30 giugno 2025.
| Stagione           | Squadra            | Campionato         | Campionato | Campionato | Coppe nazionali | Coppe nazionali | Coppe nazionali | Coppe internazionali | Coppe internazionali | Coppe internazionali | Altre coppe | Altre coppe | Altre coppe | Totale | Totale |
| Stagione           | Squadra            | Comp               | Pres       | Reti       | Comp            | Pres            | Reti            | Comp                 | Pres                 | Reti                 | Comp        | Pres        | Reti        | Pres   | Reti   |
| ------------------ | ------------------ | ------------------ | ---------- | ---------- | --------------- | --------------- | --------------- | -------------------- | -------------------- | -------------------- | ----------- | ----------- | ----------- | ------ | ------ |
| 2011               | Stattena IF        | Div 2              | ?          | ?          | CS              | ?               | ?               | -                    | -                    | -                    | -           | -           | -           | ?      | ?      |
| 2012               | Stattena IF        | Div 2              | ?          | ?          | CS              | 3               | 0               | -                    | -                    | -                    | -           | -           | -           | 3+     | 0+     |
| Totale Stattena IF | Totale Stattena IF | Totale Stattena IF | ?          | ?          | -               | 3+              | 0+              | -                    | -                    | -                    | -           | -           | -           | 3+     | 0+     |
| 2013               | LdB Malmö          | DS                 | 2          | 0          | CS              | 2               | 0               | UWCL                 | 0                    | 0                    | -           | -           | -           | 4      | 0      |
| 2014               | Rosengård          | DS                 | 1          | 0          | CS              | 6               | 1               | UWCL                 | 6                    | 0                    | SC (nd)     | -           | -           | 28     | 11     |
| 2015               | Rosengård          | DS                 | 17         | 0          | CS              | 2               | 0               | UWCL                 | 0                    | 0                    | SC          | -           | -           | 13     | 9      |
| 2016               | Rosengård          | DS                 | 13         | 0          | CS              | 4               | 0               | UWCL                 | 6                    | 0                    | SC          | -           | -           | 13     | 9      |
| 2017               | Rosengård          | DS                 | 9          | 0          | CS              | 6               | 0               | UWCL                 | 3                    | 0                    | -           | -           | -           | 13     | 9      |
| 2018               | Rosengård          | DS                 | 22         | 0          | CS              | 2               | 0               | UWCL                 | 4                    | 0                    | -           | -           | -           | 13     | 9      |
| 2019               | Rosengård          | DS                 | 21         | 0          | CS              | 1               | 0               | -                    | -                    | -                    | -           | -           | -           | 13     | 9      |
| 2020               | Rosengård          | DS                 | 22         | 0          | CS              | -               | -               | UWCL                 | 2                    | 0                    | -           | -           | -           | 13     | 9      |
| Totale Rosengård   | Totale Rosengård   | Totale Rosengård   | 106        | 0          | -               | 21              | 1               | -                    | 21                   | 0                    | -           | -           | -           | 41     | 20     |
| 2020-2021          | Chelsea            | WSL                | 2          | 0          | CI              | 1               | 0               | UWCL                 | 0                    | 0                    | CL          | 0           | 0           | 3      | 0      |
| 2021-2022          | Chelsea            | WSL                | 10         | -3         | CI              | 1               | -1              | UWCL                 | 3                    | -4                   | CL          | 1           | -1          | 15     | -9     |
| 2022-2023          | Chelsea            | WSL                | 7          | -6         | CI              | 3               | -3              | UWCL                 | 3                    | 0                    | CL          | 1           | -1          | 14     | -10    |
| 2023-2024          | Chelsea            | WSL                | 7          | -3         | CI              | 2               | -1              | UWCL                 | 4                    | -2                   | CL          | 1           | 0           | 14     | -6     |
| 2024-2025          | Chelsea            | WSL                | 0          | 0          | CI              | 0               | 0               | UWCL                 | 5                    | -5                   | CL          | 1           | 0           | 6      | -5     |
| Totale Chelsea     | Totale Chelsea     | Totale Chelsea     | 26         | -12        | -               | 7               | -5              | -                    | 15                   | -11                  | -           | 4           | -2          | 52     | -30    |
| lug.-dic. 2025     | Malmö FF           | DS                 | -          | -          | CS              | -               | -               | -                    | -                    | -                    | -           | -           | -           | -      | -      |
| Totale carriera    | Totale carriera    | Totale carriera    | 132        | 0          | -               | 31              | 0               | -                    | 36                   | 0                    | -           | 4           | 0           | 203    | 0      |

## Palmarès

### Club
- Campionato inglese: 1

Chelsea: 2020-2021
- Campionato svedese: 4

LdB Malmö: 2013
Rosengård: 2014, 2015, 2019
- Coppa di Svezia: 3

Rosengård: 2016, 2017, 2018
- Women's FA Cup: 3

Chelsea: 2020-2021, 2021-2022, 2022-2023
- Supercoppa svedese: 2

Rosengård: 2015, 2016

### Nazionale
- Algarve Cup: 1

2018 (condiviso con i Paesi Bassi)
- Argento olimpico: 1

Tokyo 2020